# Пререпликационный комплекс
Пререпликацио́нный ко́мплекс (англ. pre-replication complex, pre-RC) — комплекс белков, который образуется на стадии инициации репликации ДНК. Белки, которые принимают участие в пререпликационном комплексе, строго необходимы для репликации.

## Пререпликационный комплекс прокариот
У прокариот в состав пререпликационного комплекса входят следующие факторы:
- Хеликаза, например, dnaA, которая расплетает ДНК впереди репликационной вилки.
- Праймаза, например, dnaG, которая синтезирует РНК-праймер, который используется в репликации.
- Холофермент, который является комплексом ферментов, осуществляющих репликацию.[2]

## Пререпликационный комплекс эукариот
Пререпликационный комплекс эукариот состоит из следующих факторов:
- Шестисубъединичный комплекс, который распознает и связывается с ori репликации (англ. Origin Recognition Complex, ORC).
- Два регуляторных белка, en:Cdc6 и en:Cdt1, которые используются ORC.
- Хеликазный комплекс (MCM, en:Minichromosome Maintenance proteins, белки поддержания минихромосом).[2]

Эти белки собираются на ori репликации в G1 фазе клеточного цикла. После сборки белки MCM фосфорилируются и начинается репликация ДНК.